# Hans Koning
Hans Koning, alla nascita Hans Koningsberger, (Amsterdam, 12 luglio 1921 – Easton, 13 aprile 2007), è stato uno scrittore e giornalista olandese naturalizzato statunitense.
Autore di oltre 40 tra romanzi e saggi, è stato anche un giornalista prolifico, avendo collaborato per quasi 60 anni con importanti periodici come The New York Times, International Herald Tribune, The Atlantic Monthly, The Nation, Harper's Magazine, The New Yorker e De Groene Amsterdammer.

## Biografia
Nato ad Amsterdam nel 1921 da Elisabeth van Collem (figlia del poeta socialista Abraham Eliazer van Collem) e David Koningsberger, ha frequentato l'università di Amsterdam tra il 1939 e il 1941, poi l'università di Zurigo tra il 1941 e 1943 e la Sorbona nel 1946.
È fuggito con la Resistenza dai Paesi Bassi occupati dai nazisti (ha ricevuto la Croce della Resistenza olandese) ed è stato uno dei più giovani sergenti dell'esercito britannico lavorando come interprete durante l'occupazione alleata della Germania alla fine della guerra.
Come redattore del settimanale olandese De Groene Amsterdammer tra il 1947 e il 1950, venne invitato a gestire un programma culturale per Radio Giacarta, in Indonesia, che tenne a partire dal 1950-51. Dopo questo periodo ha raggiunto gli Stati Uniti su una nave mercantile. Il suo primo romanzo, The Affair, è stato pubblicato nel 1958. Ha iniziato a scrivere saggistica, tra cui diversi libri di viaggio, come Love and Hate in China (1966).
Durante la guerra del Vietnam si è dedicato alle attività di protesta, contribuendo a fondare l'organizzazione Resist a Cambridge, Massachusetts, con Noam Chomsky e altri.
Nei successivi 30 anni ha scritto romanzi e saggi ed è stato due volte beneficiario di un finanziamento del National Endowment for the Arts per la narrativa. Quattro dei suoi romanzi sono diventati dei film: A Walk with Love and Death, che è stato il primo film di Anjelica Huston, diretto da suo padre, John Huston, The Revolutionary, interpretato da Jon Voight, Death of a Schoolboy, per la BBC di Londra, e The Petersburg-Cannes Express.
Dal 2000 al 2006 ha gestito Literary Discord, un programma radiofonico trasmesso da WPKN, Bridgeport, dedicato alla discussione sulla letteratura e l'editoria. Ha intervistato, tra molti altri, Russell Banks e Sadi Ranson sullo stato dell'editoria negli USA.

## Opere

### Romanzi
(Fino al 1972 si è firmato come Hans Koningsberger.)
- The Affair, Alfred Knopf, 1958
- An American Romance, Simon and Schuster, 1960
- A Walk with Love and Death, Simon and Schuster, 1961
- I Know What I'm Doing, Simon and Schuster, 1964
- The Revolutionary: a novel, Farrar Straus Giroux, 1967
- Death of a Schoolboy, Harcourt Brace, 1974
- The Petersburg-Cannes Express, Harcourt Brace, 1975
- America Made Me: A Novel, Thunder's Mouth Press, 1979
- The Kleber Flight, Atheneum, 1981
- De Witt's war, Pantheon, 1983
- Acts of Faith, Henry Holt, 1986
- Pursuit of a Woman on the Hinge of History: A Novel, Lumen Editions, 1997
- Zeeland or Elective Concurrences, NewSouth Books, 2001

Molti suoi romanzi sono stati pubblicati anche in altri paesi tra cui Regno Unito, Paesi Bassi, Spagna, Francia, Italia, Germania e Giappone.

### Saggi
- Love and Hate in China, McGraw-Hill, 1966
- Along the Roads of New Russia, Farrar Straus Giroux, 1967
- World of Vermeer, Time Life, 1967
- Amsterdam, Time Life, 1968. Con fotografie di Patrick Ward.
- The Future of Che Guevara, Doubleday, 1971
- The Almost World, Dial Press, 1972
- A New Yorker in Egypt, Harcourt Brace, 1976
- Nineteen Sixty-Eight: A Personal Report, Norton, 1987
- Colon: el mito al descubierto, 1991
- Columbus: His Enterprise: Exploding the Myth, Monthly Review Press, 1976
- The Conquest of America: How the Indian Nations Lost Their Continent, Monthly Review Press, 1993
- Hans Koning's Little Book of Comforts and Gripes, 2000
- Rene Burri Phaidon Press, 2006

### Articoli

#### International Herald Tribune
- Meanwhile: I must go down to the sea again... - Settembre 2003
- The Vanishing Mystery of a Sea Crossing - Gennaio 2003
- What's In Your Phone? : It's 1996, Do You Know - Gennaio 1996
- Major Landscape Change Is Possible Without Notice - Giugno 1995
- Out of Black Shoelaces and Doing Fine - Maggio 1995
- The Tugboat on the Lawn: A Tale of Man and Nature - Ottobre 1994
- Why Can't We Go Again In Real Ships of the Sea? - Giugno 1994
- Between Valley and Sky, Halfway Up a Swiss Wall - Maggio 1993
- Crossing Borders, Opening Doors - Marzo 1993
- After a Movie, Still Waiting For the Twentieth Century - Settembre 1992
- Would They Even Miss the View? - Giugno 1992
- Provide Essential Services, Then Leave Us in Peace - Agosto 1991

#### The New York Times
- Amsterdam and the Sea Conspire to Build a Neighborhood - Ottobre 2002
- Summoning the Mystery and Tragedy, but in a Subterranean Way - Luglio 2000
- Don't Celebrate 1492 - Mourn It - Agosto 1990
- Why Hollywood Breeds Self-indulgence - Gennaio 1981
- Free To Go To The Devil - Luglio 1981
- Shipping Darwin's Ideas To the Home Screen - Gennaio 1980
- Films and Plays About Vietnam Treat Everything but the War - Maggio 1979
- Gezellig Amsterdam: "Cozy and Convivial" - Marzo 1978
- There Exists in The 20th Century A 19th-Century Dictatorship, And Its Name Is Paraguay - Gennaio 1974
- On Solzhenitsyns in Reverse - Giugno 1974
- That Rarest of Birds, a Successful Political Movie - Giugno 1974
- Travel Is Destroying a Major Reason for Travelling - Novembre 1974
- The Enemy Factor' In New York and "Civilized" London - Dicembre 1973
- The Semantics Of War - Febbraio 1972
- One Fourth of Mankind; One Fourth of Mankind - Maggio 1967
- Deux Simenons - Maggio 1966
- "Pourboire" or "Trinkgelt" or "Mancia" - Aprile 1960
- Letters That Say, "I Love You"; The heart speaks eloquently in these letters collected in honor of St. Valentine's Day - Febbraio 1959
- The Sparkling Legacy Of Dom Perignon - Novembre 1958
- More and More the Cry of "Track!"; The Cry of "Track!" - Gennaio 1958
- A Beachologist's Ten Best List; One man's sand-and-sunspots stretch from Skyros to Saint John via Acapulco - Luglio 1957
- A Vote on Europe; Students Polled on Various Countries After Making First Trip Abroad First Survey Other Categories - Ottobre 1956

#### The New Yorker
- Naval Aviation - 1998
- Onward and Upward with the Arts: The Eleventh Edition - 1981
- China Notes - 1967
- Letter from Havana - 1962
- Letter from Mexico City - 1960

#### The Atlantic Monthly
- Notes on the Twentieth Century - Settembre 1997
- Germania Irredenta - Luglio 1996
- On France's Blessed South Coast - Dicembre 1996
- A French Mirror - Dicembre 1995
- Notes on the Mirror With a Memory - Luglio 1990

#### Harper's Magazine
- A life colored by war: Amsterdam, May 1940 - Maggio 1990
- Ifs: Destiny and the archduke's chauffeur - Maggio 1988
- Where money has little currency. Travels in East Germany - Novembre 1987
- Poland's new “far west” - Luglio 1965

#### The Nation
- Still Not Over Over There? - Agosto 1999
- At Home Abroad - Febbraio 1986
- False Solidarity - Gennaio 1982
- On Terrorism - Febbraio 1980
- Vision of Hell - Ottobre 1980
- Direct Line - Novembre 1980
- Argentina Joins the Third World - Luglio 1973

#### Film Quarterly
- From Book to Film - via John Huston - Primavera 1969